# 明日に架ける橋
「明日に架ける橋」（あすにかけるはし、原題：Bridge over Troubled Water）は、サイモン&ガーファンクルが1970年に発表した楽曲。サイモン&ガーファンクルにとって3作目となる全米1位獲得シングルで、最大のヒット曲となった。
1971年、最優秀レコード賞と最優秀楽曲賞を含む5つのグラミー賞を制覇する快挙を達成した。
ローリング・ストーンの選ぶオールタイム・グレイテスト・ソング500（2010年版）では48位にランクインした。

## 解説
ポール・サイモンが、ゴスペルに影響を受けて作った曲。当初はGのキーで作曲され、ポールはファルセットで歌ってみたがうまくいかず、最終的に、アート・ガーファンクルがリード・ボーカルで、キーもEフラットに下げる形になった。音楽評論家のWilliam Ruhlmannは、allmusic.comにおいて、「1969年から1971年にかけて、"ピーター・ポール&マリー"のデイ・イズ・ダン、ビートルズの"レット・イット・ビー"、ジェームス・テイラーの"きみの友だち"（作者キャロル・キングのヴァージョンも知られる）といった、困難に直面した時の慰めとなる曲が多く発表されたが、この曲はとりわけよく知られている」と評している。
レコーディングにはラリー・ネクテル（ピアノ）、ジョー・オズボーン（ベース）、ハル・ブレイン（ドラムス）といったスタジオ・ミュージシャンが参加し、ジミー・ハスケルとアーニー・フリーマンがストリングス・アレンジを担当。元々は2番までの歌だったが、レコーディング時にラリーが誤って2番以降も演奏が続けられたことで、急遽3番が足されることになった。3番の歌詞が2番までと趣が異なるのはそのため。
アルバム『明日に架ける橋』と同時期にシングルとしてリリースされ、Billboard Hot 100で6週連続1位を獲得。年間チャートの1位に輝いた。イギリスでも3週連続で1位となる。グラミー賞では、最優秀レコード賞と最優秀楽曲賞を含む5部門を受賞。同名のアルバムも、最優秀アルバム賞と最優秀録音賞を受賞した。膨大な数のアーティストにカヴァーされたスタンダード・ナンバーとなり、1970年の時点で、『ビルボード』にチャート・インしたアルバム24枚に、この曲が収録されていたという。1971年には、アレサ・フランクリンによるカヴァー・ヴァージョンがシングル・ヒットして、『ビルボード』R&Bチャートの1位に達した。
この曲は、サイモン&ガーファンクル解散後も、それぞれのライヴで歌われた。ポールのライヴ・ヴァージョンは『ライヴ・ライミン』（1974年）と『ライヴ・イン・セントラル・パーク』（1991年）に、アートのライヴ・ヴァージョンは『アクロス・アメリカ〜ベリー・ベスト・オブ・アート・ガーファンクル』（1996年）に収録。また、再結成ツアーでは1番をアート、2番をポールが歌い、3番を2人で歌うパターンが多い。
日本では1970年3月21日に本作が先行発売され、発売元のCBSソニーにより邦題が付けられて、4月21日に発売されたアルバムにも踏襲された。曲がヒットした同年に、森山良子が『第21回NHK紅白歌合戦』で歌唱し、翌1971年のアルバム『ビートルズ、サイモン&ガーファンクルを歌う』に収録した。また1990年には、ポールが『第41回NHK紅白歌合戦』に中継で出演し、この曲を歌った。

## カバー・バージョン
1970年
- エルヴィス・プレスリー - 『That's the Way It Is』。ポール・サイモンはエルヴィスのバージョンについて、「エルヴィスはこの曲をすばらしく感情込めて歌ってくれた。この歌はこう歌われるべきであるという、まさにそのとおりに」とコメントしている[11]。
- ジャクソン5 - 『Third Album』
- キング・カーティス - 『Get Ready』
- B・J・トーマス - 『Everybody's Out Of Town』
- スティーヴィー・ワンダー  - 『Live at the Talk of the Town』
- ペギー・リー - 『Bridge over Troubled Water』
- クインシー・ジョーンズ - 『Gula Matari』
- スキータ・デイヴィス - 『It's Hard To Be A Woman』
- グレン・キャンベル - 『The Glen Campbell Goodtime Album』
- メリー・クレイトン - 『Gimme Shelter』
- ナナ・ムスクーリ - 『Turn On The Sun』[12]
- ザ・ベンチャーズ『10th Anniversary Album』

1971年
- アレサ・フランクリン - スタジオ・バージョンはシングル、コンピレーション・アルバム『Aretha's Greatest Hits』（1971年9月）。ライブ・バージョンは『Aretha Live at Fillmore West』（1971年5月）。ゴスペルソングとしてカヴァーした[13]。1972年にグラミー賞Best Female R&B Vocal Performanceを受賞。このゴスペルアレンジのカバー曲は当時アパルトヘイトで苦しんでいた南アフリカ共和国に伝わり、讃美歌として普及した[6]。
- ロバータ・フラック - 『クヮイエット・ファイア』
- グラディス・ナイト&ザ・ピップス - 『Standing Ovation』[14]
- シラ・ブラック - 『Images』
- 尾崎紀世彦 - 『尾崎紀世彦 ファースト・アルバム』、『尾崎紀世彦の世界』（2007年）ライブ版収録
- 森山良子 - 『ビートルズ、サイモン&ガーファンクルを歌う』
- ベッツィ&クリス - 『フォーク・アルバム第2集』[15]

1972〜1999年
- 冨田勲 - 『Switched on Rock - Electric Samurai』（1972年、CBSソニー）side2の第6トラック
- オリジナルズ - 『Def-i-ni-tions』（1972年）[16]
- アリス - 『ALICE セカンド・ライヴ』（1974年）
- Tan Tan　‐『タンタン“サイモン＆ガーファンクル”を歌う』（1974年）
- ウィリー・ネルソン - 『Always on My Mind』（1982年）
- ジュディ・コリンズ - 『Amazing Grace』（1985年）
- カシオペア - 『PLATINUM』（1987年）
- 伊藤君子 - 『フォロー・ミー』（1989年）
- 上田正樹 - 『ブルースを浴びて暮らしたい』（1992年）
- ボニー・タイラー - 『Free Spirit』（1995年）
- KinKi Kids - 映像作品『KinKi Kids'96 1996.1.13 yoyogi white theater』（1996年）
- THE ALFEE - 『Pride』（1998年）。ラリー・ネクテルがレコーディングに参加。
- 三ツ矢雄二 - 『サウンド・オブ・サイレンス』（1998年）
- サーカス - 『HEARTⅡ』（1998年）

2000年以降
- アーロン・ネヴィル - 『Devotion』（2000年）
- 小柳ゆき - 『Koyanagi the Covers PRODUCT 1』（2000年）
- ラッセル・ワトソン - 『The Voice』（2001年）
- ジョリン・ツァイ - 『Lucky Number』（2001年）
- 伊東たけし - 『星に願いを〜T.K.Adagio〜』（2001年）
- ジョニー・キャッシュ - 『American IV: The Man Comes Around』（2002年）
- クレイ・エイケン - 『Bridge over Troubled Water/This Is the Night』（2003年）
- 椿 - 『明日に架ける橋(RRIDGE OVER TROUBLED WATER)/PLAYING GAME～Kenny Dope Smooth Mix』（2004年）
- ケルティック・ウーマン - 『Believe』（2011年）
- バリー・マニロウ - 『The Greatest Songs Of The Seventies』(2007年)
- アルフィー・ボー - 『ストーリーテラー』（2012年）
- チャラン・ポ・ランタン - 『借りもの協奏』（2016年） [17]
- Hi-STANDARD - 『THE GIFT』（2017年）
- 竹渕慶 - 『Songs for You』 (2023年)